# Alentia gelatinosa
Alentia gelatinosa é uma espécie de anelídeo pertencente à família Polynoidae.
A autoridade científica da espécie é M. Sars, tendo sido descrita no ano de 1835.
Trata-se de uma espécie presente no território português, incluindo a sua zona económica exclusiva.